# ターゲットアーチェリー
ターゲットアーチェリー（英語:target archery）は、アーチェリーの競技方法のひとつ。
屋外の地面の平坦な射撃場で、4つの距離（男子：90、70、50、30m。女子：70、60、50、30m）から各距離36射、合計144射する競技。正式にはアウトドアターゲットラウンドだが、省略してターゲットと言われている。リカーブボウとコンパウンドボウとベアボウの3部門がある。
70mの距離から1エンドに6本うち、これを12回繰り返す。標的は、長距離、短距離双方とも5色の色環帯（中心から、黄、赤、青、黒、白色）をそれぞれ2分割した10個の得点帯で表され、短距離の場合でいうと直径8cmの中心が10点（黄）、外に向かって9点（黄）、8点（赤）と1点ずつ少なくなっていく。
以前は、「シングルラウンド」が主流であった。シングルラウンドでは、90（男子）、70（男女）、60m（女子）を長距離といい、直径は122cmの標的に1エンド6本の矢を4分以内で射ち、採点を行うというサイクルを各距離6エンド36射、長距離合計で72射行う。50、30m（男女）を短距離といい、直径80cmの標的に各距離3射（2分以内）12エンド36射、短距離合計で72射を行う。
なお近年、オリンピックの商業化、ビジュアル化に伴い、6～7時間も時間がかかる上記のターゲットラウンドだけで勝敗を決める競技方法から、スピード化ビジュアル化を目指した、トーナメント方式の「オリンピックラウンド」と呼ばれる決勝ラウンドを行う競技方法がオリンピック、世界選手権、全日本選手権に導入された。
世界選手権、全日本選手権は上記のラウンドが予選となり、各部門の男女上位（世界選手権では64名、全日本選手権は、現在リカーブの男子32名、女子16名）が決勝ラウンドに進出することができる。決勝ラウンドは、1対1のトーナメント戦が、70mの距離で122cm標的を使って行われる。射つ矢数は1マッチ18本。対戦は予選の結果により、最上位と最下位といったふうに組合せを行う。勝ち残った8名の選手で行われる準々決勝戦からは、1マッチの矢数が12本となる。
オリンピック（リカーブボウ部門のみ）では、144射の予選ラウンドではなく、70mの距離で122cmの標的に72射する予選ラウンドとなる。
この他、日本国内では、全日本アーチェリー連盟の公認競技とならないローカル大会、関西学生アーチェリー連盟等主催のリーグ戦などにおいて、長距離を除いた50,30mの短距離72射の50・30mラウンドが盛んに行われている。